# Çavundur, Kurşunlu
Çavundur là một thị trấn thuộc huyện Kurşunlu, tỉnh Çankırı, Thổ Nhĩ Kỳ. Dân số thời điểm năm 2010 là 878 người.